# Antonín Kalina
Antonín Kalina (Třebíč, 17 de febrero de 1902 - Praga, 1 de enero de 1990) fue un prisionero checoslovaco del campo de concentración de Buchenwald durante la Segunda Guerra Mundial. Allí consiguió salvar la vida a más de 900 niños. En 2012, fue reconocido de forma póstuma con el título de Justo entre las Naciones. El presidente checo Miloš Zeman le otorgó la Medalla al Mérito dos años después.

## Biografía

### Primeros años
Kalina nació en Třebíč. Fue uno de los doce hijos de un zapatero y él mismo aprendió el oficio. Se crio en unas condiciones de considerable pobreza, lo que le condujo a ser comunista. Fue detenido por los nazis en 1939 debido a su afiliación al Partido Comunista. Fue encarcelado primero en Dachau y después en Buchenwald.

### En la Resistencia de Buchenwald
Los alemanes empezaron a desmantelar los campos de concentración en Europa Oriental a medida que avanzaba el Ejército Rojo. Los prisioneros restantes fueron enviados en las marchas de la muerte a otros campos situados más al oeste. Entre 1944 y 1945, unas 100.000 personas llegaron a Buchenwald, donde Kalina estaba encarcelado. Muchos de ellos eran niños y adolescentes de entre 12 y 16 años llegados de toda Europa.

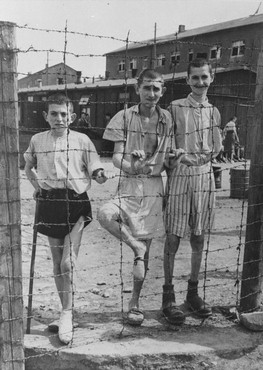
Niños judíos rescatados de Buchenwald.

En Buchenwald ya operaba una «resistencia comunista». Para proteger a los prisioneros más vulnerables de las duras condiciones del campo de concentración, la resistencia los albergó en edificios que hizo pasar por un área de cuarentena para prisioneros con enfermedades como el tifus. Los alemanes no querían entrar en estas zonas por miedo al contagio. Kalina estaba bien situado como un veterano en el Bloque 66, que empezó a ser conocido como el Kinderblock («Bloque de los Niños»). Él, su delegado Gustav Schiller y otros colaboradores empezaron a reunir a los chicos en el Bloque. Intentaron hacer más llevadera su estancia en el campo de concentración. Consiguieron evitar a los niños más pequeños el trabajo duro y el abuso físico habitual. Kalina también les proporcionó sábanas mejores y, en ocasiones, comida adicional, y les organizó clases y talleres.
Además de lo anterior, Kalina falsificó gran cantidad de documentos de los chicos judíos bajo su protección y escondió sus estrellas amarillas. Para cuando las SS llegaron a Buchenwald para llevarse a los prisioneros, Kalina les persuadió de que no había judíos en el Bloque.

### Vida posterior
Kalina regresó a Checoslovaquia tras la guerra. Vivió y trabajó en Praga, sin ser reconocido en vida por sus acciones, ya que nunca habló de lo que hizo, y los chicos a los que salvó tampoco quisieron hablar sobre sus experiencias. Kalina murió en Praga el 1 de enero de 1990.

## Reconocimientos
Kalina fue reconocido  como Justo entre las Naciones el 3 de junio de 2012 gracias a la iniciativa de algunos de los «niños de Kalina», al historiador estadounidense Kenneth Waltzer y al documental Kinderblock 66: Return to Buchenwald (Kinderblock 66: Regreso a Buchenwald) sobre la historia de Kalina. Tres de los chicos salvados por Kalina estuvieron presentes en la ceremonia de entrega de títulos de Justos entre las Naciones.
El presidente checo Miloš Zeman otorgó a Kalina la Medalla al Mérito de primera clase el 28 de septiembre de 2014.